# Philipp Fürstenberger
Philipp Fürstenberger (* 1479; † 18. September 1540 in Frankfurt am Main) war ein Frankfurter Patrizier und Staatsmann. Er vertrat die Reichsstadt auf mehreren Reichstagen,  förderte den Humanismus und die Einführung der Reformation und war 1519, 1525 und 1531 Älterer Bürgermeister.

## Leben und Werk
Fürstenberger entstammte einer Familie, die im 15. Jahrhundert wegen des Verlustes der städtischen Freiheitsprivilegien aus Mainz nach Frankfurt gekommen war. Sein Vater Peter Fürstenberg heiratete 1474 die Frankfurter Patriziertochter Gudchin Hynsperg. Er erwarb damit das Frankfurter Bürgerrecht und wurde in die Gesellschaft Alten Limpurg aufgenommen. Nachdem Gudchin bereits 1475 verstorben war, heiratete er 1478 Gredchin Steffan.
Philipp wurde 1479 geboren. Er studierte ab 1496 in Tübingen und ab 1499 in Heidelberg. 1503 erhielt er das Frankfurter Bürgerrecht durch Heirat mit der Patriziertochter Katharina Bromm. 1505 wurde er Ratsherr, 1510 Schöffe. Neben seinem Freund Hamman von Holzhausen und Claus Stalburg gehörte Fürstenberger zu einem Kreis humanistisch gesinnter Patrizier, die 1519 die Gründung einer Städtischen Lateinschule betrieben. Fürstenberger setzte sich für den mit ihm gut bekannten Dechanten des Liebfrauenstiftes, Johannes Cochläus, als deren ersten Rektor ein, konnte sich aber im Rat nicht durchsetzen, der auf Vorschlag Stalburgs den Humanisten Wilhelm Nesen, einen Anhänger Martin Luthers, nach Frankfurt berief. Während Nesen die Lateinschule zum Zentrum der Reformatorischen Bewegung in Frankfurt machte, entwickelte sich Cochläus zu einem der schärfsten Gegner Luthers.
Fürstenberger war für einen Patrizier seiner Zeit ungewöhnlich gebildet. Er besaß eine große Bibliothek, sprach fließend Latein und Griechisch und stand mit den Humanisten Ulrich von Hutten und Willibald Pirckheimer in freundschaftlicher Korrespondenz. Nach Cochläus allerdings war er anfangs „in den griechischen und lateinischen Wissenschaften mediocriter zuhause“. Die größere sprachliche Geläufigkeit mag eine Folge der öffentlichen Vorlesungen gewesen sein, die Nesen und sein Nachfolger Jakob Micyllus vor Frankfurter Bürgern hielten.
Ab 1517 vertrat er die Stadt auf mehreren Reichstagen: Mainz 1517, Augsburg 1518, Worms 1521, Nürnberg 1522, Regensburg 1527, Speyer 1529, Augsburg 1530 und Regensburg 1532. Auf seine Vermittlung trat Frankfurt 1535 dem Schmalkaldischen Bund bei. Über die Reichstage schrieb er Berichte an den Rat der Stadt, die als verlässliche historische Quellen dienen, beispielsweise zur Befragung Martin Luthers auf dem Wormser Reichstag: „Der Mönch macht viel Arbeit, es möchte ihn ja ein Teil ans Kreuz schlagen, fürchte, er wird ihnen kaum entrinnen. Allein ist zu besorgen, wo es geschähe, er würde am dritten Tage wieder auferstehen.“
Fürstenberger war dreimal Älterer Bürgermeister von Frankfurt: 1519, 1525, im Jahr des Frankfurter Zunftaufstandes, den er gemeinsam mit Hamman von Holzhausen durch geschickte Vermittlung beilegen konnte, und 1531.
Nach Fürstenberger sind eine Straße und eine Realschule im Frankfurter Nordend benannt.